# Pavel Tjerenkov
Pavel Aleksejevitj Tjerenkov (russisk: Павел Алексеевич Черенков, tr. Pavel Aleksejevitj Tjerenkov; født 28. juli 1904 i Novaja Tjigla, guvernementet Voronesj, Det Russiske Kejserrige, død 6. januar 1990, Moskva, Russiske SFSR, Sovjetunionen) var en sovjetisk fysiker, der opdagede cherenkovstråling i 1934. For denne opdagelse vandt han Nobelprisen i fysik i 1958 sammen med Igor Tamm og Ilja Frank.